# No One Needs to Know
«No One Needs to Know» — шостий сингл другого студійного альбому канадської кантрі-співачки Шанаї Твейн — «The Woman in Me» (1995). У США і Канаді пісня вийшла 15 травня 1996. Пісня написана Шанаєю Твейн та Робертом Джоном Лангом; спродюсована Робертом Джоном Лангом. Музичне відео зрежисерував Стівен Голдман; прем'єра музичного відео відбулась 15 травня 1996. Пізніше пісня увійшла до збірника Твейн «Greatest Hits» (2004).

## Музичне відео
Музичне відео зрежисерував Стівен Голдман. Зйомки проходили у Спрінг Гілл штату Теннессі, США 3 квітня 1996. Прем'єра музичного відео відбулась 15 травня 1996.

## Список пісень
1. No One Needs to Know (альбомна версія) — 4:50
2. Leaving Is the Only Way Out — 4:06

## Чарти
Сингл дебютував на 62 місце чарту Billboard Hot Country Songs на тижні від 11 травня 1996. 13 липня 1996 пісня досягла 1 місця чарту і провела на такій позиції один тиждень.
Тижневі чарти
| Чарт (1996)                                 | Місце |
| ------------------------------------------- | ----- |
| Canada RPM Country Singles                  | 1     |
| U.S. Billboard Hot Country Singles & Tracks | 1     |

Річні чарти
| Чарт (1996)                        | Місце |
| ---------------------------------- | ----- |
| Canada RPM Country Singles         | 8     |
| U.S. Billboard Hot Country Singles | 7     |